# Mistrade
Unter dem Anglizismus Mistrade (deutsch „fehlerhaftes/misslungenes Handelsgeschäft“) wird im Finanzwesen ein fehlerhaftes Geschäft mit Wertpapieren im börslichen und außerbörslichen Wertpapierhandel verstanden.

## Allgemeines
Ein Mistrade kann zum Beispiel durch einen Fat-Finger-Fehler ausgelöst werden. Händler an Finanzmärkten bezeichnen auch ein Verlustgeschäft als Mistrade.
In den Bedingungen für Wertpapierhandel haben die Börsen Regeln dazu verankert, wann ein Mistrade vorliegt, unter welchen Bedingungen ein solches Geschäft storniert oder rückabgewickelt wird und welche weiteren Folgen wie Schadensersatz oder Vertragsstrafen sich ergeben.
In einer Empfehlung des Bundesrates, die jedoch nicht ins Börsengesetz übernommen wurde, hieß es: „Grundsätzlich gewährleistet das deutsche Rechtssystem Rechtssicherheit hinsichtlich zustande gekommener Geschäfte. Hiervon kann durch Regelungen der Börsen (Mistrade-Regeln) abgewichen werden“.

## Wirkungen
Mistrades kommen relativ selten vor. Die Börse Stuttgart gab z. B. für das Jahr 2005 an, dass für 0,006 % aller Geschäfte Mistradeanträge gestellt worden seien.
Sie führen leicht zu erheblichen Schäden. Die Börse Tokio wurde Ende 2005 heftig dafür kritisiert, dass sie über keine angemessenen Mistrade-Regeln verfüge. Ein Händler, der eine J-Com-Aktie für 610.000 Yen verkaufen wollte, erfasste eine Order über 610.000 Aktien zu einem Yen. Die Börse Tokio setzte den Handel für dieses Papier weder aus, noch erfolgte ein Stornierung der Wertpapierorder. Der Schaden für die Bank betrug 300 Millionen Euro.

## Börse Frankfurt
An der Börse Frankfurt sind die Mistrade-Regeln beispielsweise in den „Ausführungsbestimmung zu § 29 der Bedingungen für Geschäfte an der Frankfurter Wertpapierbörse (Mistrade-Regel)“ festgelegt.
Danach liegt ein Mistrade beim Skontro-gestützten Handel vor, wenn
- ein Fehler im technischen System der Börse vorliegt,
- ein Irrtum bei der Eingabe des Limits eines Auftrags erfolgte und der Preis dadurch nicht marktgerecht war,
- bei einem offensichtlich nicht zu einem marktgerechten Preis gestellten Preis,
- bei Nichtaufhebung des Geschäfts ein Schaden von mindestens eintausend Euro entstünde.

Die fehlerhafte Eingabe des Volumens berechtigt nicht zur Stellung eines Mistrade-Antrags.

## Fristen für Mistradeanträge
Um Rechtssicherheit und Marktintegrität nach der EU-Marktmissbrauchsrichtlinie zu schaffen und langwierige Gerichtsprozesse zu vermeiden, gibt es an allen Börsen zeitlich sehr enge Fristen, um Mistradeanträge zu stellen.
An der Frankfurter Wertpapierbörse „ist der Mistrade-Antrag innerhalb von zwei Handelsstunden nach Zugang der Ausführungsbestätigung gemäß § 2 Abs. 1 Satz 2 zu stellen“.
Soweit bei Geschäften in anderen Wertpapieren als strukturierten Produkten, die in der fortlaufenden Auktion gehandelt werden, die Antragsfrist gemäß Satz 1 nach Ende der Handelszeit eines Börsentages endet, ist der Mistrade-Antrag spätestens eine halbe Stunde nach Ende der Handelszeit zu stellen. Nach § 32 ersetzt die Mistraderegelung der Börsenordnung die gesetzlichen Anfechtungsfristen nach § 119 BGB.
An der Eurex muss ein Mistrade-Antrag innerhalb vom 30 Minuten gestellt werden. In Ausnahmefällen kann auch einem Mistrade-Antrag, der drei Stunden nach dem Handelsabschluss eintrifft, stattgegeben werden. Auch hier ersetzt die Mistraderegelung die gesetzlichen Anfechtungsfristen nach § 119 BGB.
An der NYSE, BATS, CBOT, NASDAQ, OMX, und American Stock Exchange muss ein Antrag zur Klärung (Request for review) innerhalb von 30 Minuten, ausgehend vom Handelszeitpunkt, gestellt werden.
An der NYSE-Euronext Liffe (Paris, Brüssel, Amsterdam) muss die „Market Services“ Abteilung innerhalb von 30 Minuten, ausgehend vom Handelszeitpunkt kontaktiert werden, um eine Aufhebung zu beantragen.
An der Singapore Exchange muss der Vorfall innerhalb von 60 Minuten zur SGX-ST gemeldet werden.
An der London Stock Exchange muss ein „clearly erroneous trade“ innerhalb von 30 Minuten angemeldet werden.
Im außerbörslichen Handel regeln individuelle Mistradevereinbarungen zwischen den depotführenden Banken und den Handelspartnern die Fristen für einen Mistrade. Obwohl es somit eine Vielzahl von Regelungen gibt, haben alle Regelungen gemeinsam, dass spätestes am nächsten Handelstag um 12 Uhr die Frist für einen Mistradeantrag endet.
In einer Obiter-dictum-Entscheidung des Bundesgerichtshofs erlauben Mistrade-Klauseln „die eng befristete Möglichkeit (eröffnen), sich einseitig vom Vertrag zu lösen, wenn das Geschäft zu einem nicht marktgerechten Preis abgeschlossen wurde“.

## Ausschluss zivilrechtlicher Anfechtungsmöglichkeiten
Damit die Mistrade-Regeln nicht umgangen werden und Gerichte im Nachgang sich nicht doch mit der Frage beschäftigen müssen, ob ein Geschäft Bestand hat oder nicht, sind an den meisten Börsen zivilrechtliche Anfechtungsmöglichkeiten zur Aufhebung des Geschäftes explizit ausgeschlossen.
Nur so ist es zivilrechtlich möglich, dass auch offensichtliche Mistrades nicht im Nachhinein durch Irrtumsanfechtungen aufgehoben werden und die Banken somit die Verluste tragen müssten.
Jens Ekkenga schreibt im Münchener Kommentar zum HGB: „Begründet wird der zurückhaltende Umgang mit der Irrtumsanfechtung im Effektengeschäft zum einen damit, dass die Anfechtung typischer Geschäfts des Massenverkehrs eine der Verkehrssicherheit abträglichen Breitenwirkung entfalten könnte“.

## Bekannte große Mistrades
- Im Jahr 2005 kauften Anleger Optionsscheine von einer Bank. Diese hatte sich offensichtlich bei der Bepreisung um das zehnfache geirrt und passte nachträglich die Emissionsbedigungen an. Der BGH entschied jedoch „Klauseln in Allgemeinen Emissionsbedingungen, nach denen der Emittent von Optionsscheinen die Bedingungen ändern kann, soweit ihm dies angemessen und erforderlich erscheint, um dem wirtschaftlichen Zweck der Bedingungen gerecht zu werden, falls die Änderung dazu dienen soll, einen offensichtlichen Irrtum zu berichtigen, sind gemäß § 308 Nr. 4 BGB unwirksam“.[24] Unbestätigten Meldungen zufolge lag der Gesamtschaden bei 60 Mio. Euro.
- Im Jahr 2006 verkaufte ein Händler der Mizuho Securities in Japan aufgrund eines Fat-Finger-Fehlers Aktien in extrem großer Stückzahl. Offenbar kostete es 40 Mrd. Yen, um den Fehler wieder auszugleichen.[25]
- Im Jahr 2014 platzierte ein japanischer Broker Wertpapieraufträge im Wert von 600 Mrd. USD an der Börse, die jedoch nicht ausgeführt wurden. Wäre die Order erfüllt worden, hätte sie im Wert das Bruttoinlandsprodukt von Schweden überstiegen.[26][27]
- 2015 ereignete sich laut Focus[28], Bloomberg[29] und FAZ[30] ein großer Mistrade in Deutschland, als die französische BNP Paribas Arbitrage dem Frankfurter Investor Armin S. Zertifikate für 326.400 EUR verkaufte, deren tatsächlicher Wert im Nachhinein von der BNP auf 163 Mio. EUR taxiert wurde.[31][32][33] Die BNP hatte nicht nur dieses Zertifikat falsch bewertet, sondern auch mehr als 8000 andere Zertifikate nicht gebucht, so dass der Fehler nicht erkannt werden konnte.[34][35]
- 2016 verlor das britische Pfund innerhalb weniger Minuten 6 % gegenüber dem US-Dollar – ein Flash Crash. Man vermutet, dass der Auslöser des Kurssturzes das Versehen eines Händlers war.[36][37]